# Campionato sudamericano maschile di pallavolo 2021
Il campionato sudamericano maschile di pallavolo 2021 si è svolto dal 1º al 5 settembre 2021 a Brasilia, in Brasile: al torneo hanno partecipato cinque squadre nazionali sudamericane e la vittoria finale è andata per la trentatreesima volta, la ventottesima consecutiva, al Brasile.

## Impianti
|                                                                              |  |  |
|                                                                              |  |  |
| Ginásio Nilson Nelson Città: Brasilia Capienza: 11 105 Anno d'apertura: 1973 |  |  |

## Regolamento

### Formula
La formula ha previsto un girone all'italiana.

### Criteri di classifica
Se il risultato finale è stato di 3-0 o 3-1 sono stati assegnati 3 punti alla squadra vincente e 0 a quella sconfitta, se il risultato finale è stato di 3-2 sono stati assegnati 2 punti alla squadra vincente e 1 a quella sconfitta.
L'ordine del posizionamento in classifica è stato definito in base a:
- Numero di partite vinte;
- Punti;
- Ratio dei set vinti/persi;
- Ratio dei punti realizzati/subiti;
- Risultati degli scontri diretti.

## Squadre partecipanti
| Squadra   | Qualificazione      | Ultima partecipazione |
| --------- | ------------------- | --------------------- |
| Argentina | -                   | Cile 2019             |
| Brasile   | Paese organizzatore | Cile 2019             |
| Cile      | -                   | Cile 2019             |
| Colombia  | -                   | Cile 2019             |
| Perù      | -                   | Cile 2019             |
| Venezuela | -                   | Cile 2019             |

## Torneo

### Risultati
| 1º settembre 2021 Ginásio Nilson Nelson, Brasilia Durata: ? - Spettatori: ? | Argentina | 3 - 0 | Colombia  | 25-20, 25-19, 25-17        |
| 1º settembre 2021 Ginásio Nilson Nelson, Brasilia Durata: ? - Spettatori: ? | Perù      | 0 - 3 | Brasile   | 12-25, 19-25, 18-25        |
| 2 settembre 2021 Ginásio Nilson Nelson, Brasilia Durata: ? - Spettatori: ?  | Cile      | 3 - 0 | Perù      | 25-23, 25-22, 25-13        |
| 2 settembre 2021 Ginásio Nilson Nelson, Brasilia Durata: ? - Spettatori: ?  | Brasile   | 3 - 0 | Colombia  | 25-20, 25-22, 25-21        |
| 3 settembre 2021 Ginásio Nilson Nelson, Brasilia Durata: ? - Spettatori: ?  | Perù      | 0 - 3 | Argentina | 20-25, 21-25, 12-25        |
| 3 settembre 2021 Ginásio Nilson Nelson, Brasilia Durata: ? - Spettatori: ?  | Cile      | 0 - 3 | Brasile   | 22-25, 18-25, 19-25        |
| 4 settembre 2021 Ginásio Nilson Nelson, Brasilia Durata: ? - Spettatori: ?  | Argentina | 3 - 1 | Cile      | 25-16, 21-25, 25-21, 25-22 |
| 4 settembre 2021 Ginásio Nilson Nelson, Brasilia Durata: ? - Spettatori: ?  | Colombia  | 3 - 1 | Perù      | 25-21, 25-17, 23-25, 25-15 |
| 5 settembre 2021 Ginásio Nilson Nelson, Brasilia Durata: ? - Spettatori: ?  | Brasile   | 3 - 1 | Argentina | 25-17, 24-26, 25-18, 25-18 |
| 5 settembre 2021 Ginásio Nilson Nelson, Brasilia Durata: ? - Spettatori: ?  | Colombia  | 1 - 3 | Cile      | 25-22, 17-25, 22-25, 15-25 |

### Classifica
| Pos. | Squadra   | Pt | G | V | P | SV | SP | Ratio  | PF  | PS  | Ratio |
| ---- | --------- | -- | - | - | - | -- | -- | ------ | --- | --- | ----- |
| 1.   | Brasile   | 12 | 4 | 4 | 0 | 12 | 1  | 12,000 | 324 | 250 | 1,296 |
| 2.   | Argentina | 9  | 4 | 3 | 1 | 10 | 4  | 2,500  | 325 | 292 | 1,113 |
| 3.   | Cile      | 6  | 4 | 2 | 2 | 7  | 7  | 1,000  | 315 | 308 | 1,022 |
| 4.   | Colombia  | 3  | 4 | 1 | 3 | 4  | 10 | 0,400  | 296 | 324 | 0,913 |
| 5.   | Perù      | 0  | 4 | 0 | 4 | 1  | 12 | 0,083  | 237 | 323 | 0,733 |

## Classifica finale
| Pos | Squadra   | Rosa |
| --- | --------- | --- |
|     | Brasile   | Formazione: 1 de Rezende, 3 Ferreira, 6 Kreling, 7 Neto, 10 Batista, 11 Cavalcante, 12 Santos, 13 Vaccari, 15 Nascimento, 16 Saatkamp, 17 Hoss, 18 Lucarelli, 21 Souza, 23 Gualberto, CT: Dal Zotto |
|     | Argentina | Formazione: 1 Sánchez, 3 Martínez, 4 Gallego, 8 Loser, 9 Danani, 10 Lazo, 12 Lima, 13 Palacios, 16 Palonsky, 17 Méndez, 18 Ramos, 21 Balagué, 23 Zerba, 25 Giraudo, CT: Méndez                      |
|     | Cile      | Formazione: 1 Guerra, 2 Ibarra, 3 Araya, 4 T. Parraguirre, 7 Albornoz, 9 Bonačić, 10 Mardones, 11 V. Parraguirre, 13 Lavín, 14 Villarreal, 16 Gago, 17 Bravo, 19 Banda, CT: Jiménez                 |
| 4.  | Colombia  | Formazione: 2 Piza, 5 Ramos, 7 Agámez, 8 Mejía, 9 Moreno, 11 Aponzá, 12 Guerrero, 13 Ambuila, 14 K. Carabali, 15 Lucumi, 17 Díaz, 21 Mendoza, 22 C. Carabali, 23 Aponzá, CT: Schmidt                |
| 5.  | Perù      | Formazione: 1 Urueña, 2 Williams, 3 Flores, 4 Patrón, 6 Vargas, 7 Romay, 10 Silva, 11 Nakamatsu, 12 Porras, 13 Bernaola, 14 Hidalgo, 17 Carrasco, 18 Mendoza, 23 Calvera, CT: Gala                  |

|  |  | Qualificata al campionato mondiale 2022 |

## Premi individuali
| Premio                | Nome                | Squadra   |
| --------------------- | ------------------- | --------- |
| MVP                   | Bruno de Rezende    | Brasile   |
| Miglior palleggiatore | Bruno de Rezende    | Brasile   |
| Miglior opposto       | Liberman Agámez     | Colombia  |
| Miglior schiacciatore | Ricardo Lucarelli   | Brasile   |
| Miglior schiacciatore | Vicente Parraguirre | Cile      |
| Miglior centrale      | Agustín Loser       | Argentina |
| Miglior centrale      | Martín Ramos        | Argentina |
| Miglior libero        | Santiago Danani     | Argentina |